# Mikado
Mikado (лат.) — род мельчайших жуков из семейства перокрылки (Ptiliidae). Австралия и Япония.

## Описание
Жуки микроскопического размера. Длина тела около 1 мм (0,58 — 0,68 мм). От близких таксонов отличаются следующими признаками: формула мембранных щетинок заднего крыла 15+66+27, усики 11-члениковые, плевральная область проторокса с дермальными железами, метастернальный выступ широкий, направленный вперёд между средними тазиками. Тело вытянутое, овально-цилиндрическое; коричневого цвета.
Относится к трибе Nanosellini, включающей самых мелких жуков мировой фауны (Nanosella fungi и Scydosella musawasensis).
- Mikado agilis  (Deane, 1930)[5]
  - =Philagarica agilis
- Mikado japonicus Matthews, 1889[6]
- Mikado parva (Deane, 1931)[7]
  - =Philagarica parva
- Mikado parvicornis (Deane, 1932)[8]
  - =Philagarica parvicornis